# Никитченко, Геннадий Васильевич
Геннадий Васильевич Никитченко (р. 21 января 1946, Енакиево Донецкой области) — российский и абхазский политический деятель, председатель Конгресса русских общин соотечественников России в Абхазии, кавалер ордена Леона и российского ордена Дружбы, полковник ВС Абхазии.

## Биография
Родился в шахтёрском городе Енакиево, после окончания горно-металлургического института работал заместителем начальника мартеновского цеха. В 1978 году по семейным обстоятельствам переехал в Абхазию, где стал работать инженером в сельскохозяйственном производстве.
В первые дни грузино-абхазской войны 1992—1993 гг. его дом в селе Меркула Очамчирского района был разрушен при обстреле грузинскими танками. Никитченко вместе с семьёй ушёл в горный город Ткуарчал (Ткварчели), где занялся организацией обороны и жизнеобеспечения взятого в блокаду Очамчирского района. Был заместителем командующего Восточным фронтом Абхазии Мераба Кишмария, руководил операциями по освобождению восточной части Абхазии. За боевые заслуги получил орден Леона.
В 1994 году был избран председателем Конгресса русских общин Абхазии, сменив на этом посту убитого Юрия Воронова. Сообща с первым президентом Абхазии Владиславом Ардзинба предпринимал усилия для преодоления международной изоляции самопровозглашённой республики, налаживал экономические и политические связи с Россией, являясь членом Совета Соотечественников при Госдуме Российской Федерации и, фактически, неофициальным представителем РФ в Абхазии.
В 2002 году провёл акцию по предоставлению российского гражданства жителям Абхазии, за что был награждён орденом Дружбы. В 2005 по поручению президента России Владимира Путина награда была вручена мэром Сочи Виктором Колодяжным в Сухуме. Никитченко является единственным кавалером этого российского ордена в Абхазии.
Депутат Парламента Республики Абхазия с 1996 по 2007 гг. Имеет взрослого сына.